# Majid Musisi
Majid Musisi Mukiibi (né le 15 septembre 1967, mort le 13 décembre 2005) est considéré par beaucoup[réf. nécessaire] comme l'un des meilleurs footballeur de l'histoire de l'Ouganda avec Phillip Omondi et Polly Ouma. Musisi, qui était le premier footballeur professionnel d'Ouganda en Europe, a commencé sa carrière en deuxième division. Son sens du but a attiré l'attention de plusieurs clubs, dont Villa SC et Bursaspor, club dans lequel il est considéré comme une légende. Il est le créateur de la célébration d'après but nommé la marche du crocodile (ou la chenille) qu'il a effectué pour la première fois durant l'Intertoto avec Bursaspor.

## Années ougandaises
On dit qu'il a eu une passion si élevée pour marquer qu'elle le suivait que ce soit à l'entraînement, en match amical ou en compétition. C'est ici que le buteur vaillant a commencé à obtenir des surnoms comme Magic en raison de sa tactique étourdissante pour se créer des occasions, et « Tyson » pour son physique en comparaison avec Mike Tyson, le champion du monde des poids lourds de la boxe. Musisi a aidé Villa à gagner quatre titres de championnat, une Coupe Kagame Inter-Club, la coupe Hedex, il a marqué un but égaliseur dans les dernières minutes contre Iwuanyanwu Nationale du Nigéria dans le championnat des clubs africains pour porter son équipe en finale, terminant meilleur buteur du tournoi avec 10 buts. En cette même année, il était parmi les nommés du Ballon d'or africain. L'adolescent robuste a été pris de Villa SC à Pepsi en 1984. Il a passé huit ans avec Villa, gagnant 6 titres de ligue, avant de joindre le Stade rennais en France en 1992 qui évolue en D2. Lors de la saison 1992-1993 il dispute 32 matchs et inscrit 12 buts. La saison suivante, il joue 19 matchs et marque 4 buts. Il quitte ensuite Rennes pour rejoindre le club turc de Bursaspor. 

## Source
- Marc Barreaud, Dictionnaire des footballeurs étrangers du championnat professionnel français : 1932-1997, Paris/Montréal (Québec), L'Harmattan, mai 1998, 320 p. (ISBN 978-2-7384-6608-2 et 2-7384-6608-7, lire en ligne), p. 193